# Daniel Tammet
Daniel Paul Tammet (* 31. ledna 1979, Londýn) je britský benigní autista, tzv. savant, s excelentními schopnostmi v matematice a přirozených jazycích.

## Život
Daniel se narodil 31. ledna 1979 jako první z devíti dětí dělnické rodiny. Jeho dětství ovlivnily nemoci a příznaky jako Aspergerův syndrom, synestezie a záchvat epilepsie, který utrpěl poprvé ve čtyřech letech a který mohl mít vliv na jeho budoucí schopnosti.

### Synestezie
Danielova synestezie se u něj projevuje v tom smyslu, že (podle jeho slov) vidí (nebo umí si představit) čísla jako věci určitých tvarů a barev. V jeho mysli má každé celé číslo až do přibližně 10 000 svůj tvar a zbarvení. Daniel je schopen spatra násobit, dělit, popřípadě dělat obdobné kalkulace i s velkými čísly a na libovolný počet desetinných míst prostě tím, že (podle jeho slov) „vidí“ výsledek dané operace.

### Číslo pí
Daniel drží evropský rekord v recitování desetinného rozvoje čísla π. 14. dubna 2004 v Oxfordu u tohoto čísla správně a zpaměti odříkal 22 514 desetinných míst. To mu zabralo pět hodin a devět minut. Profesor Allan Snyder z Australské národní univerzity to komentoval slovy: „Savanti většinou nedokáží říci, co dělají - prostě se jim to stane. Daniel to však umí. Popisuje to, co vidí ve své hlavě.“

### Jazyky
Tammet údajně ovládá minimálně jedenáct jazyků: angličtinu, francouzštinu, finštinu, němčinu, španělštinu, litevštinu, rumunštinu, estonštinu, velštinu a esperanto. Jedenáctý jazyk, islandštinu, se naučil v tamním prostředí za 7 dní, po kterých vystoupil v islandské televizi a plynně se touto řečí bavil s moderátory na různá témata.
Podle jeho poznámek se Danielovi líbí severské a ugrofinské jazyky, například estonština. V červenci 2006 Tammet navrhl nový jazyk Mänti, s prvky estonštiny a finštiny.

### Narozen v modrém dni
V roce 2006 napsal knihu Born on a Blue Day: Inside the Extraordinary Mind of an Autistic Savant (Narozen v modrém dni: Uvnitř neobyčejné mysli autistického savanta; ISBN 1-4165-4901-3) a ve stejném roce se rozhodl podpořit její prodej tím, že zorganizuje turné po Spojených státech se zastávkami na několika místech (New York, Las Vegas, setkání s Kim Peekem či vědci zkoumajícími psychické a psychosomatické poruchy mysli). Na tomto turné jej provázel britský režisér Steve Gooder, který z pořízených materiálů sestříhal středometrážní dokument The Boy With The Incredible Brain (Chlapec s neuvěřitelným mozkem).

### Současnost
Od roku 2002 Daniel řídí e-learningovou společnost Optimnem, spolu se svým přítelem Neilem Mitchellem. V této společnosti pořádají jazykově zaměřené výukové kurzy.
Občas Tammet přijímá pozvání na některé televizní či rozhlasové show (např. 60 Minutes nebo David Letterman's Late Show), ve kterých se baví o autismu a příbuzných tématech; popřípadě demonstruje svoje početní nebo lingvistické schopnosti.